# Matthias Wüllenweber

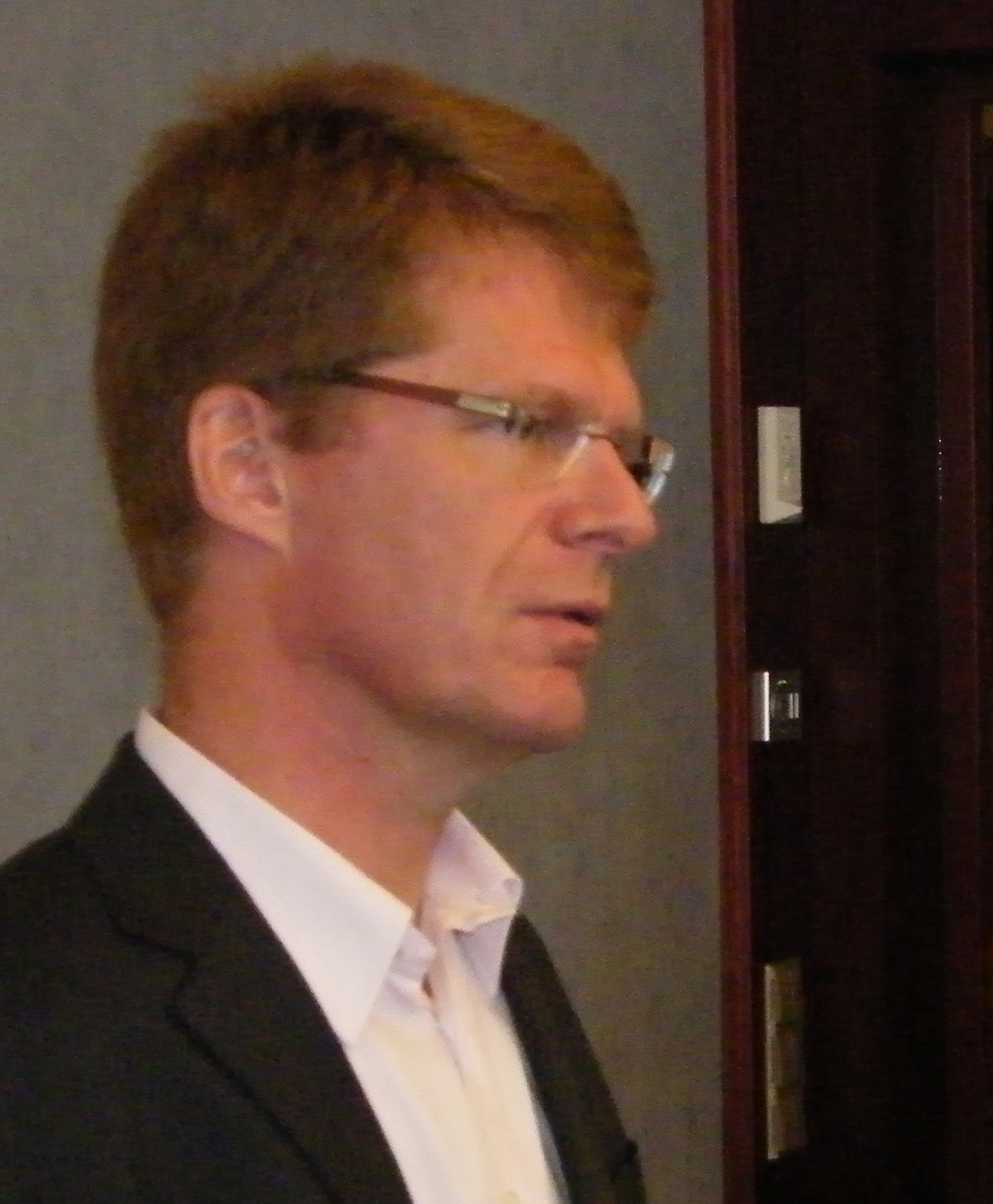
Matthias Wüllenweber (2010)

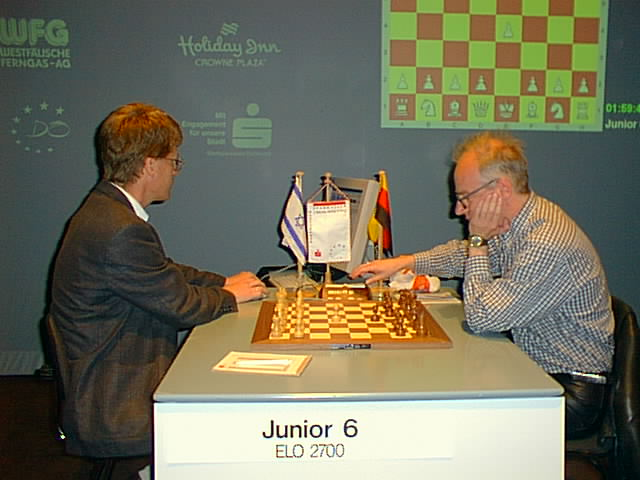
Matthias Wüllenweber (links) mit dem Schachprogramm Junior 6 beim Spiel gegen Robert Hübner bei den Dortmunder Schachtagen (2000)

Matthias Wüllenweber (* 1961) ist ein deutscher Unternehmer, Journalist und Softwareentwickler.

## Leben
Er besuchte von 1966 bis 1970 die Herseler-Werth-Schule in Bornheim und danach das Käthe-Kollwitz-Gymnasium in Wesseling, wo er 1980 das Abitur machte. Danach studierte er theoretische Physik in Bonn, Edinburgh und Bremen.
Von ihm stammt die Idee zu ChessBase, einem Schach-Datenbankprogramm, die er auch selbst mithilfe eines Atari-Heimcomputers umsetzte und am 19. Mai 1986 dem damaligen Schachweltmeister Garri Kasparow vorstellte. Dieser „war offensichtlich fasziniert“ von den revolutionären Möglichkeiten, die ihm diese neue Software bot.
Zur Vermarktung von ChessBase gründete Matthias Wüllenweber im Jahr 1987 zusammen mit dem Wissenschaftsjournalisten Frederic Friedel das gleichnamige Unternehmen in Hamburg. Darüber hinaus ist er einer der Väter des Schachprogramms Fritz. So war er zusammen mit Mathias Feist für die Oberfläche von Fritz 6 verantwortlich, während die Schach-Engine von Frans Morsch stammt.
Seine als Diplomarbeit geschriebene Physik-Didaktik-Software „Albert – Physik interaktiv“ wurde vom Springer-Verlag vertrieben. Ferner ist er der Entwickler der Musik-Software Ludwig. Ludwig wurde 2018 vom MDR für das Händel-Experiment, einem Kompositions-Wettbewerb für Schulen eingesetzt.

## Auszeichnungen
Im Jahr 1989 erhielt er für ChessBase mit dem Medienpreis des Deutschen Schachbundes die höchste Auszeichnung, die der Deutsche Schachbund vergibt. 1993 wurde er für die Physik-Software "Albert" mit dem Deutsch-Österreichischen Hochschulsoftwarepreis ausgezeichnet.

## Veröffentlichungen (Auswahl)
- ChessBase für Einsteiger – Folge 1. Computerschach & Spiele (CSS), Nr. 3, 1990, S. 22–24.
- ChessBase für Einsteiger – Folge 2. CSS, Nr. 4, 1990, S. 17–19.
- ChessBase für Einsteiger – Folge 3. CSS, Nr. 5, 1990, S. 21–24.
- Von Grund auf neu entwickelt. CSS, Nr. 4, 1994, S. 43–47.
- Der Gipfelstürmer. CSS, Nr. 2, 1997, S. 17–21.